# Vall de la Valiella
La vall de la Valiella (dita també el Clot de la Valiella) és una petita vall lateral de la vall del Cardener a la Vall de Lord.
D'orientació E-W, té la capçalera al Coll dels Llengots (1.053,1 m. d'altitud) i acaba al Cardener (actualment a l'embassament de la Llosa del Cavall) a l'alçada del punt quilomètric 18,8 de la carretera de Solsona a Sant Llorenç de Morunys per la Llosa del Cavall, just abans que aquesta entri al túnel que a l'altra banda del qual comença el viaducte de Vall-llonga.
La solana de la vall està constituïda pels cingles dels Llengots i l'obaga pel vessant nord del Tossal de les Cases de Posada. Té una longitud d'1,3 km i una extensió d'aproximadament 72 ha i és recorreguda per la rasa de la Valiella. El punt més alt de la vall és el Tossal del Bisbe.

## Municipis
Una franja de 21,5 ha de la banda oriental de la vall pertanyen al terme municipal de Navès i més concretament, a l'entitat de població de les Cases de Posada. La resta pertany al municipi de Guixers (entitat de població de Castelltort).

## Poblament
En tota la vall només s'hi bastí la masia de la Valiella que actualment es troba enrunada.